# Dissens
Dissens (fra latin dissentio, "afvigende mening") er et udtryk for meningsforskelle og uenighed. Dissens kan opstå mellem blandt andet dommere ved domstole og medlemmer i kommissioner.
I civile sager og straffesager ses i nogle tilfælde domme, hvor et mindretal har meddelt deres mening om dommens udfald eller begrundelse i modsætning til flertallet af dommere.
I kommissioner kan samme ulighed, i forbindelse med medlemmernes stemmeafgivelser forekomme.
Ved nogle domstole er dissenser forbudt. Ved de danske domstole gælder det Arbejdsretten, Tjenestemandsretten og den Kommunale- og regionale tjenestemandsret.
Ved EU-domstolen er dissenser ligeledes forbudt. Indtil 1936 var dissenser forbudt ved Højesteret, og indtil 1958 var de anonyme.